# Нижнекалиновка
Нижнекалиновка — хутор в Кашарском районе Ростовской области.
Входит в состав Кашарского сельского поселения.

## География
Ну хуторе имеются две улицы: Береговая и Центральная.

## Население
| 2010 |
| ---- |
| 54   |